# إبراهيم بن عثمان السمنودي
شيخ الإسلام إبراهيم بن عثمان السَمَنّودي (كان موجوداً قبل سنة 1320 هـ = 1902 م - توفي بعد سنة 1326 هـ = 1908 م) هو عالم مُحدّث مصري من علماء الأزهر، شافعي المذهب، أحمدي الطريقة، أشعري العقيدة. يعد من أكبر نقاد الفكر السلفي الوهابي في زمانه.
أثنى عليه عبد الفتاح أبو غدة في مقدمته لكتاب «الرفع والتكميل في الجرح والتعديل» لأبي الحسنات عبد الحي اللكنوي (ت 1304 هـ) فوصفه بـ"العلّامة المُحقق البحّاثة".

## اسمه
هو: إبراهيم بن عثمان بن محمد بن داود السَمَنّودي المنصوري المصري الأزهري المعروف بالعطّار وأيضاً بالسَمَنّودي. وقد ذَكَر اسمه كاملاً في مقدمة كتابه «سعادة الدارين» على النحو التالي: «إبراهيم المنصوري المشهور بالسمنودي بن العالم الصالح الورع التقي الشيخ عثمان السمنودي بن شيخ الإسلام وعالم الأنام، قدوة العاملين ومفتي المسلمين الشيخ محمد أبي داود السمنودي بن الأستاذ الفقيه الشيخ داود السمنودي بن الشيخ أحمد السمنودي العطّار». وذكره أيضاً في مقدمة كتابه «نصرة الإمام السبكي» فقال: «إبراهيم السمنودي المنصوري ابن العالم الفاضل الشيخ عثمان السمنودي ابن شيخ الإسلام، وعالم الأنام، مفتي المسلمين، وقدوة العلماء العاملين، العلاّمة الشيخ محمد أبي داود السمنودي ابن الأستاذ الكامل الشيخ الحاج داود السمنودي ابن الشيخ أحمد السمنودي العطّار».

## مؤلفاته
له كتب، منها:
- نصرة الإمام السبكي برد الصارم المنكي. وهو رد على كتاب "الصارم المنكي" لابن عبد الهادي الحنبلي (المتوفى: 744 هـ)،[ا] من تلاميذ ابن تيمية.[17][16]
- سعادة الدارين في الرد على الفرقتين الوهابية ومقلدة الظاهرية:[18][19] ويشتمل على تاريخ إنشاء المنصورة وحادثة مفتيها المشهورة.[20][21] وَصَف هذا الكتاب الشيخ إبراهيم حلمي القادري في كتابه «جلال الحق في كشف أحوال شرار الخلق» بقوله: "وهو أجمع كتاب في ذكر مخازي هذه الطائفة والرد عليها".[22]
- سفينة العلوم (مجلدان).
- رسالة في الربا، وتسمّى باسمين: أحدهما: (سيف أهل العدل على نحر من نازعوا في زمننا في تحريم ربا القرض والفضل)، والثاني: (دلالة المنطوق والمفهوم على خطأ من رام تحليل بعض أنواع الربا من أعضاء نادي دار العلوم)، ولقبها: (سهام أهل الحقيقة في كبد من ادعوا قصر حرمة الربا على ربا النسيئة).[23]

## آراءه وأقواله

### موقفه من تكفير المسلمين
قال في كتابه «سعادة الدارين» ما نصّه: «وقال العلماء رحمهم الله تعالى ترك قتل ألف كافر أولى من إراقة امرئ مسلم فيجب الاحتياط في ذلك فلا يحكم على أحد من أهل القبلة بالكفر والخروج من الملة الإسلامية المحمدية إلا بأمر واضح قاطع للإسلام كما قدمناه لك. وقد أسس في الكتب الفقهية المعتبرة أنه إذا كان في المسألة وجوه توجب التكفير ووجه لا يوجبه فعلى المفتي أن يميل إلى الوجه الذي يمنعه تحسيناً للظن بالمسلم. وكذا إذا كان فيها قولان أو روايتان فعليه أن يميل إلى ما به الخروج عن التكفير منهما ولو رواية ضعيفة كما في البحر لابن نجيم أو في مذهب الغير كما قاله خير الدين الرملي والسيد أحمد الحموي في حواشي الأشباه». وهو يرى أن حُسن الظن بالمسلم من الأمور المستحبة مستشهداً على ذلك بعدد من الأحاديث النبوية وأقوال العلماء، فقال: «وذلك أيضاً سُنة السلف والخلف فقد قال إمامنا الشافعي رضي الله تعالى عنه: من أحب أن نقضي له بالخير فليُحسن ظنه بالناس».

## وفاته
توفي بعد سنة 1326 هـ = 1908 م.

## انتقادات
انتقده شمس الدين السلفي الأفغاني في رسالته للدكتوراه بعنوان: «جهود علماء الحنفية في إبطال عقائد القبورية» فقال ما نصّه: «هو من أعظم المناوئين لدعوة التوحيد والسنة، ومن أكبر الأعداء الألداء لأئمة الإسلام». واتهمه بالكذب والخيانة وعدم الأمانة، ووصف كتابه «سعادة الدارين في الرد على الفرقتين الوهابية ومقلدة الظاهرية» بأنه «كتاباً ضخماً في مجلدين للدعوة السافرة إلى الوثنية».